# يوسوكي مايدا
يوسوكي مايدا (باليابانية: 前田 悠佑) (23 نوفمبر 1984 في فوكوكا في اليابان – )؛ هو لاعب كرة قدم ياباني سابق كان يلعب كلاعب وسط.

## وصلات خارجية
- يوسوكي مايدا على موقع رابطة كرة القدم اليابانية للمحترفين (اليابانية)
- يوسوكي مايدا على موقع قاعدة بيانات كرة القدم.إي يو (الإنجليزية)
- يوسوكي مايدا على موقع Soccerway.com (الإنجليزية)
- يوسوكي مايدا على موقع عالم كرة القدم.نت (الإنجليزية)